# Babe (canción de Styx)
"Babe" (en español: «Bebé») es una power ballad interpretada por la banda estadounidense de rock Styx. Se lanzó como el sencillo principal del noveno álbum de estudio Cornerstone (1979). La canción se convirtió en el único número uno en las listas de éxitos que obtuvo la banda en tierras estadounidenses. Adicionalmente se ubicó en la primera posición en las listas de éxitos canadienses por seis semanas. Escaló a la posición No. 6 en el Top 40 de éxitos del Reino Unido.

## Historia
Fue escrita por Dennis DeYoung como regalo de cumpleaños para su esposa Suzanne. La pista finalizada fue grabada como demo solamente con DeYoung, John Panozzo y Chuck Panozzo tocando los instrumentos y DeYoung cantando todas las armonías. Inicialmente la canción no iba a ser incluida en ningún álbum de Styx, sin embargo James Young y Tommy Shaw convencieron a DeYoung para que se incluyera en su más reciente producción, Cornerstone. Shaw agregó un solo de guitarra en medio de la canción.
A pesar del enorme éxito que obtuvo, la canción no volvió a ser tocada en vivo por la banda desde la salida de Dennis DeYoung en 1999. DeYoung, sin embargo, aún la toca en directo en sus conciertos como solista.

## Créditos
- Dennis DeYoung-Piano, sintetizador, voz
- Tommy Shaw-Guitarra, voz
- James Young-Guitarra, voz
- Chuck Panozzo-Bajo, voz
- John Panozzo-Batería, voz